# Royal Blue
Royal Blue è un CD di Koko Taylor, pubblicato dalla Alligator Records nel 2000. Il disco fu registrato nei seguenti studi: Chicago Recording Co. ed al Streeterville Studios di Chicago (Illinois) con registrazioni aggiuntive effettuate al Chicago Trax al Electrical Audio di Chicago (Illinois) ed al NRG Recording di North Hollywood, California (Stati Uniti).

## Tracce
1. Save Your Breath – 4:11 (Kathi McDonald, John King)
2. Hittin' on Me – 3:32 (Buddy Johnson)
3. Bring Me Some Water – 5:21 (Melissa Etheridge)
4. But on the Other Hand – 4:43 (Ray Charles, Percy Mayfield)
5. Don't Let Me Catch You (With Your Drawers Down) – 4:12 (Koko Taylor)
6. Blues Hotel – 4:23 (John Hahn, Jon Tiven)
7. Fuel to Burn – 3:51 (E.G. King, Richard Fleming, Sunny Stephens)
8. The Man Next Door – 5:15 (Koko Taylor)
9. Old Woman – 4:31 (Koko Taylor)
10. Ernestine – 5:04 (Koko Taylor)
11. Keep Your Booty Out of My Bed – 4:38 (John Ward, Ollie Hoskins)
12. Keep Your Mouth Shut and Your Eyes Open – 3:48 (Jean Wells)

## Musicisti
Save Your Breath
- Koko Taylor – voce
- Criss Johnson – chitarre
- Dolpha Fowler, Jr. – organo
- Kenny Hampton – basso
- Kriss T. Johnson, Jr. – batteria

Hittin' on Me
- Koko Taylor – voce
- Criss Johnson – chitarra
- Johnnie Johnson – pianoforte
- Dolpha Fowler. Jr. – organo
- Kenny Hampton – basso
- Kriss T. Johnson, Jr. – batteria

Bring Me Some Water
- Koko Taylor – voce
- Kenny Wayne Shepherd – chitarra solista
- Criss Johnson – chitarra ritmica
- Dolpha Fowler, Jr. – organo
- Kenny Hampton – basso
- Kriss T. Johnson, Jr. – batteria

But on the Other Hand
- Koko Taylor – voce
- Criss Johnson – chitarre
- Johnnie Johnson – pianoforte
- Kenny Hampton – basso
- Kriss T. Johnson, Jr. – batteria

Don't Let Me Catch You (With Your Drawers Down)
- Koko Taylor – voce
- Criss Johnson – chitarre
- Dolpha Fowley, Jr. – organo
- Kenny Hampton – basso
- Kriss T. Johnson, Jr. – batteria

Blues Hotel
- Koko Taylor – voce
- B.B. King – chitarra solista, voce
- Criss Johnson – chitarra ritmica
- Ken Saydak – pianoforte
- Kenny Hampton – basso
- Kriss T. Johnson, Jr. – batteria

Fuel to Burn
- Koko Taylor – voce
- Criss Johnson – chitarre
- Dolpha Fowler, Jr. – organo
- Kenny Hampton – basso
- Kriss T. Johnson, Jr. – batteria

The Man Next Door
- Koko Taylor – voce
- Keb' Mo' – chitarra steel (national), armonica, voce

Old Woman
- Koko Taylor – voce
- Mark Colby – sassofono tenore
- Criss Johnson – chitarra
- Dolpha Fowler, Jr. – organo
- Kenny Hampton – basso
- Kriss T. Johnson, Jr. – batteria

Ernestine
- Koko Taylor – voce
- Matthew Skoller – armonica
- Criss Johnson – chitarra
- Kenny Hampton – basso
- Kriss T. Johnson, Jr. – batteria

Keep Your Booty Out of My Bed
- Koko Taylor – voce
- Criss Johnson – chitarre
- Dolpha Fowler, Jr. – organo
- Kenny Hampton – basso
- Kriss T. Johnson, Jr. – batteria

Keep Your Mouth Shut and Your Eyes Open
- Koko Taylor – voce
- Criss Johnson – chitarre
- Dolpha Fowler, Jr. – organo
- Kenny Hampton – basso
- Kriss T. Johnson, Jr. – batteria

con:
The Tom Tom MMLXXXIV Horns
- Larry Bowen – tromba
- Jerry DiMuzio – sassofono alto
- Mark Colby – sassofono tenore
- Steve Berry – trombone
- Willie Henderson – sassofono baritono[5]